# Adolfo Salminci
Adolfo Salminci (Cerignola, 27 aprile 1884 – Roma, 7 maggio 1971) è stato un politico e avvocato italiano.

## Biografia
Si avviò da giovane alla carriera politica e nel 1904, studente di giurisprudenza, si unì al circolo culturale "Ars et Labor", tenendo lezioni per studenti e operai. Nello stesso periodo fondò, con il fratello Attilio, il "Corriere Meridionale".
Laureatosi nel 1907, nel 1913 fu eletto consigliere provinciale e nel 1914 consigliere comunale della sua città, dove ricoprì la carica di assessore. In questo periodo istituì il primo pronto soccorso "Umanitas" e contribuisce alla fondazione della prima lega di contadini e della prima Camera del Lavoro.
Il 24 maggio 1919 divenne il primo sindaco socialista di Cerignola e mantenne tale incarico fino al 5 maggio 1921. Nello stesso anno venne incarcerato, dividendo la cella con Giuseppe Di Vittorio per atti sovversivi contro il fascismo.
Nel 1927 si trasferì a Roma e venne eletto componente del Consiglio dell'Ordine degli Avvocati; questa attività lo porterà a ricoprire, nel 1963, l'incarico di vice presidente del Consiglio Superiore della Magistratura.
Morì il 7 maggio 1971.